# 今村長太郎

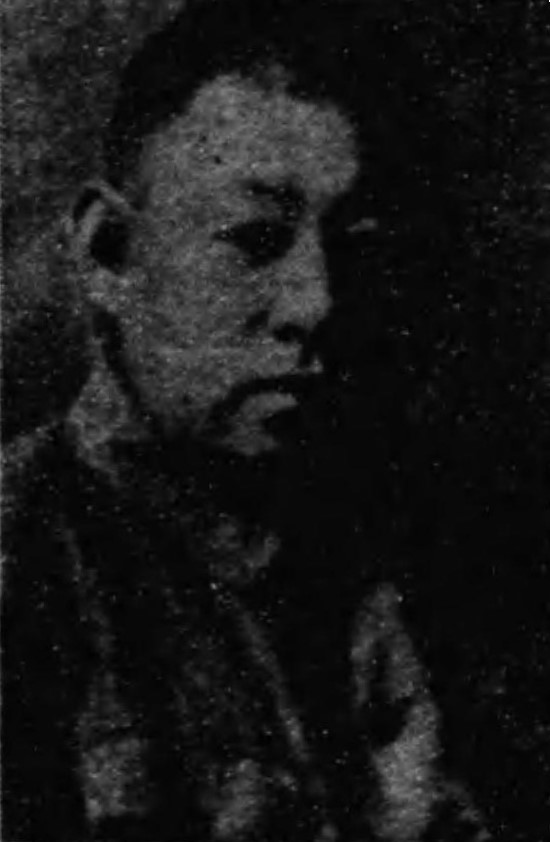
今村長太郎

今村 長太郎（いまむら ちょうたろう、1900年（明治33年）3月25日 – 1969年（昭和44年）6月1日）は、大正から昭和期の実業家、政治家。衆議院議員（2期）。

## 経歴
和歌山県和歌山市で生まれた。メリヤス製造業を営み、和歌山商工会議所議員、和歌山メリヤス生地工業組合理事長、和歌山県莫大小製造統制組合理事長、同県メリヤス商工業協同組合理事長、日本メリヤス工業会理事、同会生地部全国委員長、日本メリヤス統制取締役などを務めた。
政界では、1940年（昭和15年）から1947年（昭和22年）まで和歌山市会議員に在任。1947年4月、第23回衆議院議員総選挙で和歌山県第1区から日本自由党公認で立候補して当選し、次の第24回総選挙でも当選し、衆議院議員に連続2期在任した。この間、民主自由党総務を務めた。その後、第25回、第26回、第27回、第28回、第30回総選挙に立候補したがいずれも落選した。
1969年（昭和44年）6月1日、死去した。69歳没。同月3日、特旨を以て位記を追賜され、死没日付をもって正五位勲三等に叙され、瑞宝章を追贈された。